# Homerland
Homerland est le premier épisode de la vingt-cinquième saison de la série télévisée Les Simpson et le 531e épisode de la série. Il est sorti en première sur la chaîne américaine Fox le 29 septembre 2013.

## Synopsis
Homer se rend à une convention annuelle à Boise dans l'Idaho avec ses collègues Carl et Lenny. Tout se passe bien, mais Homer rentre avec énormément de retard et de nouvelles manières, très raffinées et très inhabituelles pour lui. Marge croit à un changement radical d'Homer mais Lisa, après l'avoir surpris à genoux sur un tapis, estime qu'il est devenu un terroriste qui prépare un attentat contre la centrale nucléaire ; elle se sent obligée de le dénoncer au FBI. L'agent Annie Crawford (Kristen Wiig) prend l'affaire en charge et ne le lâchera pas.

## Réception
Lors de sa première diffusion l'épisode a attiré 6,29 millions de téléspectateurs.